# NGC 5150
NGC 5150 (другие обозначения — ESO 444-43, MCG -5-32-23, IRAS13248-2918, PGC 47169) — галактика в созвездии Гидра.
Этот объект входит в число перечисленных в оригинальной редакции «Нового общего каталога».